# Івенешть (Педурень, Васлуй)
Івенешть, Івенешті (рум. Ivănești) — село у повіті Васлуй в Румунії. Входить до складу комуни Педурень.
Село розташоване на відстані 283 км на північний схід від Бухареста, 30 км на схід від Васлуя, 77 км на південний схід від Ясс, 126 км на північ від Галаца.

## Населення
За даними перепису населення 2002 року у селі проживали 526 осіб, усі — румуни. Усі жителі села рідною мовою назвали румунську.